# Angelo Mariani
Angelo Mariani, född 17 december 1838 i Pero-Casevecchie på Korsika, död 1 april 1914 i Paris, var en fransk (korsikansk) kemist och affärsman som på 1800-talet vann stor framgång med försäljning av kokavin.

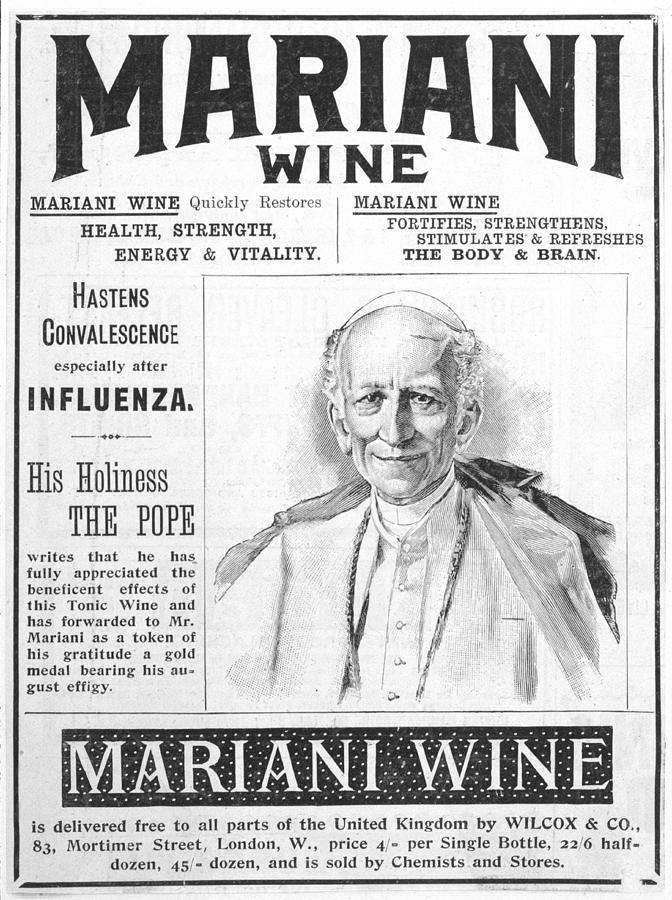
Reklam för Marianis vin, med en bild av påve Leo XIII.